# James Guy (natation)
Pour les articles homonymes, voir James Guy.
James Guy, né le 26 novembre 1995 à Bury, est un nageur britannique, spécialiste de la nage libre. Il est sacré champion du monde du 200 m nage libre en 2015 à Kazan.

## Carrière
En 2013, il est vice-champion du monde junior du 200 m nage libre et du 400 m nage libre et participe à ses premiers championnats internationaux à l'occasion des Mondiaux de Barcelone, il y prend la cinquième place sur le 400 m nage libre.
Il remporte deux médailles pour l'Angleterre lors des Jeux du Commonwealth 2014 à Glasgow, l'or dans le relais 4 × 100 m quatre nages et le bronze sur le 400 m nage libre.
Il termine l'année 2014 par une médaille d'argent aux Mondiaux en petit bassin, obtenue sur le 400 mètres nage libre.
Il est sacré champion du monde du 200 m nage libre à 19 ans en 2015 à Kazan, devançant Sun Yang et Paul Biedermann. 

## Palmarès

### Jeux olympiques
- Jeux olympiques de 2016 à Rio de Janeiro ( Brésil) :
  -  Médaille d'argent du 4 × 200 m nage libre
  -  Médaille d'argent du relais 4 × 100 m quatre nages
- Jeux olympiques de 2020 à Tokyo ( Japon) :
  -  Médaille d'or du 4 × 200 m nage libre
  -  Médaille d'or du 4 × 100 m quatre nages mixte
  -  Médaille d'argent du 4 × 100 m quatre nages
- Jeux olympiques de 2024 à Paris ( France) :
  -  Médaille d'or du 4 × 200 m nage libre

### Championnats du monde

#### Grand bassin
- Championnats du monde 2015 à Kazan :
  -  Médaille d'or du 200 m nage libre
  -  Médaille d'or du relais 4 × 200 m nage libre
  -  Médaille d'argent du 400 m nage libre

- Championnats du monde 2017 à Budapest :
  -  Médaille d'or du relais 4 × 200 m nage libre
  -  Médaille d'argent du relais 4 × 100 m quatre nages
  -  Médaille de bronze du 100 m papillon

- Championnats du monde 2019 à Gwangju :
  -  Médaille d'or du relais 4 × 100 m quatre nages
  -  Médaille de bronze du relais 4 × 100 m quatre nages mixte

- Championnats du monde 2022 à Budapest :
  -  Médaille de bronze du relais 4 × 200 m nage libre
  -  Médaille de bronze du relais 4 × 100 m quatre nages

- Championnats du monde 2023 à Fukuoka :
  -  Médaille d'or du relais 4 × 200 m nage libre

- Championnats du monde 2025 à Singapour :
  -  Médaille d'or du relais 4 × 200 m nage libre

#### Petit bassin
- Championnats du monde en petit bassin 2014 à Doha :
  -  Médaille d'argent du 400 m nage libre

### Championnats d'Europe

#### Grand bassin
- Championnats d'Europe de natation 2016 à Londres :
  -  Médaille d'or du relais 4 × 100 m quatre nages
  -  Médaille de bronze du 200 m nage libre

- Championnats d'Europe de natation 2018 à Glasgow :
  -  Médaille d'or du relais 4 × 200 m nage libre
  -  Médaille d'or du relais 4 × 100 m quatre nages mixte
  -  Médaille d'or du relais 4 × 100 m quatre nages
  -  Médaille de bronze du 100 m papillon

#### Petit bassin
- Championnats d'Europe en petit bassin 2019 à Glasgow :
  -  Médaille d'argent du relais 4 × 50 m nage libre mixte
  -  Médaille de bronze du 200 m papillon

- Championnats d'Europe en petit bassin 2023 à Otopeni :
  -  Médaille d'argent du 200 m nage libre

### Jeux du Commonwealth
- Jeux du Commonwealth de 2014 à Glasgow : 
  -  Médaille d'or du relais 4 × 100 m quatre nages
  -  Médaille de bronze du 400 m nage libre

- Jeux du Commonwealth de 2018 à Gold Coast : 
  -  Médaille d'argent du 100 m papillon
  -  Médaille d'argent du relais 4 × 100 m nage libre
  -  Médaille d'argent du relais 4 × 200 m nage libre
  -  Médaille d'argent du relais 4 × 100 m quatre nages
  -  Médaille de bronze du 400 m nage libre